# Heldringkerk
De Heldringkerk is een witgepleisterde zaalkerk in de Gelderse plaats Hoenderloo.

## Geschiedenis
De kerk werd in de jaren 1857/1858 gebouwd op initiatief van de predikant Otto Gerhard Heldring. Deze predikant bekommerde zich over het lot van de arme bewoners van dit deel van de Veluwe. Eerder liet hij al een waterput slaan en een school bouwen. Ook nam hij het initiatief voor het doorgangshuis voor verwaarloosde jongens, de voorloper van de latere Hoenderloo Groep. Heldring verkreeg in 1853 toestemming van de hervormde synode voor de stichting van de kerk. Een provinciale inzamelingsactie ten behoeve van de bouw bracht 2500 gulden op. Met dit bedrag en de daarna ontvangen giften kon de bouw gerealiseerd worden. De eerste steen voor de kerk werd op 29 augustus 1857 gelegd door de dochter van Heldring, Louise Henriëtte. Het jaar daarop kwam de door de Arnhemsche architect W. de Waal ontworpen kerk gereed.
De witgepleisterde zaalkerk heeft een zadeldak. De geveltoren aan de zuidwestzijde wordt bekroond met een met koper bedekte spits. Op de spits staat een kruis met een windvaan. In de voorgevel boven de entree bevindt zich een lantaarn met daarboven een smalle lichtspleet en daar weer boven een rond venster met bloemmotief. Ter weerszijde van de ingang bevinden zich twee blinde nissen met spitsbogen. Aan de zuidoostzijde van de kerk is een consistoriekamer aangebouwd.
De kerk werd in 2000 aangewezen als rijksmonument vanwege de architectuurhistorische, stedenbouwkundige en cultuurhistorische waarde. Historisch gezien is de kerk een van de onderdelen van het charitatieve werk van Heldring in Hoenderloo.